# Veľký Bysterec
Velký Bysterec je městská část Dolného Kubína na Slovensku.

## Historie
Do roku 1949 byl Veľký Bysterec samostatnou obcí, po tomto datu byl sloučen do Dolného Kubína. Založen byl v 13. století a první písemná zmínka je z roku 1272. V roce 1418 už je zmiňován jako městečko v listině krále Zikmunda.

## Turistické zajímavosti
- Kolonádový most – dřevěný krytý most se šindelovou střechou z roku 1994 spojující část se starým městem. Most nahradil starší nefunkční most postavený ve stejných místech.
- Zvonica na Bysterci – zvonice je známým orientačním bodem čtvrti a od roku 2003 na ní visí pamětní deska